# 藤武喜助
藤武 喜助（ふじたけ きすけ、1858年6月17日（安政5年5月7日） - 1934年（昭和9年）12月20日）は、明治から昭和時代初期の政治家、実業家。貴族院多額納税者議員。

## 経歴
藤武喜左衛門の三男、藤武喜兵衛の叔父としてのちの鹿児島県に生まれる。のち1890年（明治23年）7月に家督を相続する。生家は薬問屋だったが、洋品店を開業し、洋傘の販売で財を成した。鹿児島商業会議所議員、鹿児島商工銀行、鹿児島貯蓄銀行各取締役、薩摩製糸、鹿児島紡織各監査役などを歴任した。ほか、鹿児島市会議員を務めた。
1922年（大正11年）鹿児島県多額納税者として貴族院議員に互選され、同年12月19日から1925年（大正14年）9月28日まで在任した。昭和初期の金融恐慌では私財を投じて銀行の取り付け騒ぎを鎮めた。藤武株式会社を創始し、鹿児島朝日新聞第3代社長も務めた。

## 親族
- 養子：敬三（貴族院多額納税者議員・相良安之助弟）

## 邸宅
- 旧藤武邸（鹿児島県民教育文化研究所）国指定有形文化財[6]